# Бруно (тауншип, Миннесота)
Бруно (англ. Bruno) — тауншип в округе Пайн, Миннесота, США. На 2000 год его население составило 179 человек.

## География
По данным Бюро переписи населения США площадь тауншипа составляет 90,5 км², из которых 90,4 км² занимает суша, а 0,1 км² — вода (0,09 %).

## Демография
По данным переписи населения 2000 года здесь находились 179 человек, 65 домохозяйств и 46 семей. Плотность населения —  2,0 чел./км². На территории тауншипа расположено 145 построек со средней плотностью 1,6 построек на один квадратный километр. Расовый состав населения: 95,53 % белых, 0,56 % афроамериканцев, 2,79 % коренных американцев, 0,56 % азиатов и 0,56 % приходится на две или более других рас. Испанцы или латиноамериканцы любой расы составляли 0,56 % от популяции тауншипа.
Из 65 домохозяйств в 30,8 % воспитывались дети до 18 лет, в 61,5 % проживали супружеские пары, в 4,6 % проживали незамужние женщины и в 27,7 % домохозяйств проживали несемейные люди. 24,6 % домохозяйств состояли из одного человека, при том 10,8 % из — одиноких пожилых людей старше 65 лет. Средний размер домохозяйства — 2,75, а семьи — 3,28 человека.
27,9 % населения — младше 18 лет, 5,6 % — в возрасте от 18 до 24 лет, 25,7 % — от 25 до 44, 25,1 % — от 45 до 64, и 15,6 % — старше 65 лет. Средний возраст — 40 лет. На каждые 100 женщин приходилось 129,5 мужчин. На каждые 100 женщин старше 18 приходилось 122,4 мужчин.
Средний годовой доход домохозяйства составлял 28 750 долларов, а средний годовой доход семьи —  24 063 доллара. Средний доход мужчин —  22 917  долларов, в то время как у женщин — 23 750. Доход на душу населения составил 13 490 долларов. За чертой бедности находились 29,0 % семей и 33,3 % всего населения тауншипа, из которых 91,7 % младше 18 и 8,0 % старше 65 лет.